# Poundmaker
Pitikwahanapiwiyin anglicky Poundmaker (1842? Battleford, Saskatchewan – 4. července 1886, Blackfoot Crossing, Alberta) byl kríjský indiánský náčelník a mírotvůrce. Proslavil se nenásilnou ochranou vlastního lidu v době zápasů kanadské vlády proti původním obyvatelům.
Své jméno získal díky své údajné schopnosti zpěvem přivolávat stáda bizonů do ohrad, kde je poté mohli lovci jednoduše porazit.

## Mládí
Poundmaker se narodil přibližně v roce 1842 poblíž Battlefordu jako syn assiniboinského šamana zvaného Sikakwayan a míšené kríjské ženy. Jeho rodina žila ve skupině vedené jeho strýcem Mistawasisem.
Poundmakerův sociální status vzrostl po boji mezi Kríji a kmenem Siksika v roce 1873. Při tomto boji byl zabit syn Isapo-Muxiky, náčelníka Siksiků. Jako náhradu si adoptoval Poundmakera za svého syna a dal mu nové jméno Makoyi-koh-kin.
Poundmaker žil u kmene Siksika několik let, než se vrátil zpět ke svému rodnému kmenu. Po svém návratu byl považován za syna silného náčelníka, čímž jeho vliv mezi vlastními lidmi podstatně vzrostl. Tato skutečnost také zesílila přátelské vztahy mezi kmeny Kríjů a Siksika, které byly dříve spíše nepřátelské.

## Treaty 6
V srpnu 1876, v době, kdy už byl Poundmaker nižším náčelníkem, se ve Fort Carlton účastnil vyjednávání o tzv. Treaty 6, což byla dohoda mezi kanadskou vládou a kríjskými kmeny o jejich přesunu do rezervací. Ostatním kríjským náčelníkům podmínky dohody vyhovovaly, ale Poundmaker nevěřil, že byly výhodné pro jeho lid.
Nechápal, jak si může kanadská vláda dovolit brát jim jejich právoplatné území a zatlačovat je do rezervací. Snažil se o získání více výhod na stranu Kríjů, ale nebyl úspěšný.
Toho samého roku byla dohoda uzavřena a Poundmakerův kmen byl přesunut do rezervace na řece Battle, přibližně 60 kilometrů od města Battleford.
Ukázalo se, že Poundmakerova kritika byla platná. Kanaďané několik let před tím totiž podepsali Indian Act, vytvořený bez vědomí Indiánů, který dával státním úředníkům absolutní moc jak nad vůdci kmenů, tak nad statusem indiánství jedince, který jim dával privilegia, jako byla možnost obývat rezervace. Dále tento status ztráceli, pokud šli na vysoké školy nebo volili v kanadských volbách, čímž je Kanaďané omezovali.

### Život v rezervaci
Po přibližně dvou letech vešla Treaty 6 v plnou platnost. Na začátku Poundmakerovi lidé přijali svůj osud a snažili se zvyknout si na usedlejší způsob života, který museli v rezervaci vést. Postupně ovšem přibývaly nedodržené sliby kanadské vlády.
Příděly, které měl kmen dostávat, přicházely nepravidelně a často jich bylo moc málo. Lovci byli omezeni na pouze malé území pro lov s nedostatečným množstvím bizoních stád, ze kterých nebylo možné živit svůj kmen. Lid Kríjů postupně ztrácel trpělivost. 
Aby ukázali svoji nespokojenost s nedodržováním dohody na straně vlády, sešli se v Poundmakerově rezervaci a započali tzv. Tanec žízně, aby načerpali duchovní sílu. Tanec byl narušen Severozápadní jezdeckou policií (North-West Mounted Police), která hledala pachatele vraždy Johna Craiga, instruktora farmaření v blízké rezervaci. Poundmaker a Velký Medvěd, také náčelník Kríjů, je odmítli a pachatele nevydali. I přes jejich snahy byl nakonec pachatel zatčen.

### Severozápadní rebelie
V roce 1885 se z exilu v Montaně po výhře u jezera Duck vrátil míšenecký velitel Louis Riel se svoji skupinou Kríjů, Assiniboinců a míšenců. Když se zpráva o této výhře roznesla mezi kmeny ve Saskatchewanu, skupiny převážně mladých bojovníků se začaly připojovat k Rielovi. Poundmaker se snažil zabránit mladíkům ze svého kmenu, aby se připojili, jelikož věděl, že to nevede k žádnému nenásilnému závěru, ale marně.
Poundmaker přivedl svůj kmen k Battlefordu, aby požádal o příděly, které měli podle Treaty 6 právoplatně obdržet. Obyvatelé Battlefordu se ovšem o jejich příchodu dozvěděli a Battleford předčasně opustili. Kríjský kmen této situace využil, a přes nesouhlas Poundmakera Battleford vyraboval. 

### Protiútok
Druhého května roku 1885 zahájili ofenzívu kanadští státní vojáci v počtu 325 mužů a pod velením podplukovníka Williama Dillona Ottera vyrazili směrem k Battlefordu, kde se chtěli pomstít Poundmakerovu kmenu. Kríové a Assiniboinci se ovšem o tomto tažení včas dozvěděli a podařilo se jim útok po sedmihodinovém boji odrazit. Poundmaker, který se do boje až do samého konce nezapojoval, svým válečníkům nařídil, ať podplukovníka Ottera a jeho vojska nepronásledují, čímž nejspíše zabránil dalšímu krveprolití.
S příchodem posil kanadských vojsk z východu v červenci roku 1885 byl poražen Louis Riel v bitvě u Batoche a spolu s ním byly poraženy mnohé agresivnější kmeny. Poundmaker chvíli poté poslal svého člověka generálmajorovi Middletonovi, že by chtěl vyjednat mír. Zpět se mu dostala pouze zpráva, ať se neprodleně vzdá.
Dne 26. května 1885 tedy Poundmaker a pár jeho rádců vyrazili do Battlefordu, kde byli zatčeni a odsouzeni kanadskými úřady za vlastizradu, bez ohledu na Poundmakerovu mírovou politiku a pokusy o ukončení konfliktu bez boje. Byl odsouzen na 3 roky, avšak díky dalším dohodám mezi Poundmakerovým adoptivním otcem Isapo-Muxikou a Kanaďany byl jeho trest zkrácen na 7 měsíců. Naneštěstí ale ve vězení vážně onemocněl. Poundmaker zemřel 4. července roku 1886 ve věku 43/44 let při návštěvě Isapo-Muxiky ve rezervaci Siksika. 

## Po smrti
V roce 2017 vznikla petice pro zproštění viny Poundmakera. Tuto petici nakonec v roce 2019 kanadská vláda schválila a premiér Justin Trudeau spolu se současnými zástupci kmene Kríjů sepsali omluvu a zproštění jeho viny, kde je označován jako mírotvůrce.